# Дихлородигидразинплатина(II)
Дихлородигидразинплатина(II) — неорганическое вещество, комплексное соединение металла платины с формулой [Pt(N2H4)2Cl2]. При нормальных условиях представляет собой белое вещество, устойчивое на воздухе.

## Получение
- Реакция гидразина с суспензией гексахлороплатината(IV) аммония:

{\displaystyle {\mathsf {2(NH_{4})_{2}[PtCl_{6}]+7N_{2}H_{4}\ {\xrightarrow {CH_{3}OH}}\ 2[Pt(N_{2}H_{4})_{2}Cl_{2}]+2N_{2}H_{4}\cdot 2HCl+...}}}
В ходе реакции образуются также хлорид аммония и газообразный азот.

## Свойства
Дихлородигидразинплатина(II) образует белое вещество.